# Односи Србије и Габона
Односи Србије и Габона су инострани односи Републике Србије и Габонске Републике.

## Билатерални односи
Дипломатски односи су успостављени 1960. године. Амбасадор Републике Србије из Анголе је предао акредитиве председнику Габона 2010. године. Република Габон радно покрива Србију преко своје Амбасаде у Француској.

### Политички односи
Министар спољних послова Републике Србије посетио је Републику Габон новембра 2009. године. Министар иностраних послова Републике Габон посетио је Републику Србију маја 2010. године, као и септембра 2011. године, када је учествовао на јубиларном скупу Покрета несврстаних земаља у Београду.
Делегација Габона на челу са премијером Симаом посетила је Београд маја 2024.

## Економски односи
- У 2020. години извоз Србије је био 3 милиона УСД, а увоз 101.000 УСД.
- У 2019. извоз из наше земље вредео је 2,28 милиона долара, а увоз 111.000 УСД.
- У 2018. години извоз из РС био је 3,41 милион УСД, а увоз 63.000 УСД.[3][4]

## Некадашњи дипломатски представници

#### У Београду
- Абубакар Бакоко, амбасадор
- Жан-Робер Фанкеновани, амбасадор

#### У Либревилу
- Милена Луковић Јовановић, амбасадор
- Чедомир Штрбац, амбасадор, 1989—1992.
- Никола Шкрељи, амбасадор, 1984—1989.
- Марко Милашин, амбасадор, 1982—
- Љубомир Хрњак, амбасадор, 1977—1982.
- Есад Церић, амбасадор, 1976—1977.